# Baloubet du Rouet
Pour les articles homonymes, voir Baloubet et Rouet.
Baloubet du Rouet (né en 1989, mort le 7 août 2017) est un étalon selle français de saut d'obstacles, fils de Galoubet A et de Mésange du Rouet. Il est le seul cheval à avoir remporté trois fois d'affilée la finale de la coupe du monde de saut d'obstacles. Sous la selle de Rodrigo Pessoa, il a également remporté de nombreux classements dans des compétitions internationales, notamment une médaille de bronze par équipe aux Jeux olympiques d'été de 2000 et une médaille d'or en individuel aux Jeux olympiques d'été de 2004.
Toisant 1,70 m au garrot, ce cheval alezan est connu pour sa forte personnalité. Sa carrière de reproducteur est également notable.

## Histoire
Baloubet du Rouet est né en 1989 chez M. Louis Fardin, à l'élevage du Rouet de Juilley, dans la Manche. Ce dernier vend le cheval au Docteur Vétérinaire Blanchard, qui le confie à Rémy Bourdais dans l'Orne. Le 5 février 1993, Nicole et Diego Pereira Coutinho achètent le cheval à la suite d'un « coup de foudre ». Baloubet du Rouet reste chez Rémy Bourdais pour y être débourré et dressé. Présenté au divers concours de jeunes chevaux (entre autres Haras du Pin, St-Lô, etc.), il a d'excellents résultats.
Il reste chez le cavalier jusqu'à ses 6 ans et est ensuite confié à Nelson Pessoa, cavalier brésilien. Avec Nelson Pessoa, Baloubet du Rouet est finaliste du championnat du monde des 6 ans, champion de France des 7 ans et finaliste aux jeux équestres mondiaux de Rome.
En juin 1998, les propriétaires proposent de confier Baloubet du Rouet au jeune cavalier Rodrigo Pessoa, fils de Nelson. Cette même année, le couple remporte la finale de la coupe du monde à Helsinki. Il réitère la performance en 1999 à Göteborg, et également en 2000 à Las Vegas. C'est la première fois de l'histoire qu'un couple parvient à réaliser ce triplé. En 2000, Rodrigo Pessoa et Baloubet du Rouet participent à la médaille de bronze brésilienne aux Jeux olympiques à Sydney. Quatre ans plus tard, le couple remporte la médaille d'or en individuel aux Jeux olympiques de 2004 à Athènes.
En 2006, Baloubet prend sa retraite sportive pour se consacrer à la reproduction et est stationné au centre de reproduction de Linalux à Ciney en Belgique,.
Fin 2010, il part définitivement à la retraite, en rejoignant la propriété de la famille Coutinho à une centaine de kilomètres au nord de Lisbonne dans les plaines herbagères du Ribatejo,.
Il meurt le 7 août 2017, à l'âge de 28 ans.

## Description
Baloubet du Rouet est un étalon de race Selle français à la robe alezane. Il toise 1,70 m. Son modèle est considéré comme plutôt bon, excepté pour la ligne de son encolure.
C'est un cheval doté d'énormes qualités à l'obstacle, mais qui possède une forte personnalité. Son sang et son tempérament le rendent difficile à monter. Rodrigo Pessoa le dit « fougueux, puissant et surtout intelligent ». Il a cependant tendance à manquer de concentration,.
En dehors des concours, il est cependant plutôt tranquille et facile à vivre.

## Palmarès
Avec Nelson Pessoa

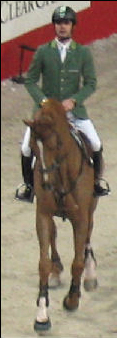
Rodrigo Pessoa avec Baloubet du Rouet lors du Grand-Prix de Paris-Bercy 2005

- 1996 : médaille d'or aux championnats de France des 7 ans[3].
- 1997 : classements dans tous les Grand-Prix internationaux auxquels il participe.
- 1998 : 5e par équipe aux Jeux équestres mondiaux de Rome en Italie[1].

Avec Rodrigo Pessoa
- 1998 : 1er de la finale de coupe du monde à Helsinki en Finlande[5].
- 1999 : 1er de la finale de la coupe du monde à Göteborg en Suède[5].
- 2000 : 1er de la finale de la coupe du monde à Las Vegas aux États-Unis[5] et médaille de bronze par équipe aux Jeux olympiques de Sydney[2].
- 2001 : 2e de la finale de la coupe du monde à Göteborg en Suède.
- 2002 : 3e de la finale de la coupe du monde de Leipzig en Allemagne.
- 2003 : 2e de la finale de la coupe du monde à Las Vegas et vainqueur du Top Ten Mondial de Genève en Suisse.
- 2004 : médaille d'or aux Jeux olympiques d'Athènes en Grèce[11].
- 2005 : vainqueur du Top Ten Mondial de Genève en Suisse.

## Reproduction
Baloubet s'avère un très bon reproducteur, tant pour le sport que pour l'élevage.
Il est agréé pour les stud-book Holsteiner, Oldenbourg, Belge, Hanovrien et Selle français. Il est surtout apprécié en Belgique, aux Pays-Bas et en Allemagne.
Il est le père de chevaux de qualité tels que : Dubaï du Cèdre, Chaman, Gitane du Brumans II, Gatsby Vandrin , Gonzague du Rouet, Gershwin de Reis, Balou Grande Z, Balou du Rouet, Napoli du Ry,, Palloubet d'Halong, Sydney Une Prince, Querlybet Hero et Brody
Fin 2012, Baloubet du Rouet prend la première place du classement mondial des étalons établi par la WBFSH.